# Карбонилдиимидазол
N,N'-Карбонилдиимидазол — органическое соединение, диимидазолид угольной кислоты. В органическом синтезе применяется как реагент для активации карбоксильных групп, для синтеза сложных эфиров, амидов, пептидов, альдегидов, кетонов и других соединений.

## Получение и очистка
Препаративный метод синтеза карбонилдиимидазола заключается в реакции фосгена с четырьмя эквивалентами имидазола в смеси бензола и тетрагидрофурана. Анализ чистоты проводят, измеряя количество диоксида углерода, выделяемого при гидролизе. При необходимости очистки вещество можно перекристаллизовать из горячего безводного тетрагидрофурана, предпринимая необходимые меры по исключению контакта с влагой воздуха.

## Применение
Карбонилдиимидазол активирует карбоксильные группы путём превращения карбоновых кислот в соответствующие ацилимидазолы. По свойствам ацилимидазолы похожи на хлорангидриды с той разницей, что они кристалличны и с ними легче обращаться в лабораторной практике, хотя их обычно и не выделяют, а сразу же обрабатывают нуклеофилом, получая в том числе хлорангидриды (реакция с HCl), гидразиды, гидроксамовые кислоты и пероксиэфиры. Такой подход применим к широкому ряду карбоновых кислот, включая, например, как муравьиную кислоту, так и ретиноевую.
При смешивании карбоновой кислоты, спирта и карбонилдиимдазола в эквимолярных количествах с хорошим выходом образуются сложные эфиры. Иногда реакции нужно подогревать до 60—70 °С, поскольку алкоголиз ацилимидазолов может протекать медленно. Иногда с этим борются добавками каталитического количества основания, например, амида натрия, чтобы превратить спирт в более нуклеофильный алкоголят.
Карбонилдиимидазол применяется для активации кислот в синтезе пептидов. После образования ацилимидазола к реакционной смеси добавляют амин, и образуется пептидная связь.

## Меры предосторожности
Карбонилдиимидазол чувствителен к влаге. В течение долгих периодов времени его рекомендуется хранить в запаянной ампуле или в эксикаторе с пентаоксидом фосфора.